# Florestano Vancini
Florestano Vancini (* 24. August 1926 in Ferrara; † 18. September 2008 in Rom) war ein italienischer Filmregisseur.

## Auszeichnungen
Sein Erstlingswerk aus dem Jahr 1960 La Lunga Notte del '43 (Die lange Nacht von '43) mit Belinda Lee, Enrico Maria Salerno und Gabriele Ferzetti wurde bei den Filmfestspielen von Venedig mit dem Preis für den besten Erstlingsfilm ausgezeichnet.
Bei den Internationalen Filmfestspielen Berlin 1965 gewann er mit Le Stagioni del nostro amore („Die Stationen unserer Liebe“) den FIPRESCI-Preis.
Sein Film Il Delitto Matteotti („Die Ermordung Matteottis“) mit Franco Nero als Matteotti und Mario Adorf als Mussolini über die Ermordung des sozialistischen Abgeordneten und Antifaschisten Giacomo Matteotti im Jahr 1924 erhielt einen Preis beim Internationalen Filmfestival Moskau 1973.

## Filmografie

### Drehbuch und Regie
- 1960: Die lange Nacht von 43 alternativer Titel: „Die Nacht von Ferrara“ (La lunga notte del '43)
- 1961: Die Italienerin und die Liebe (Le italiane e l’amore)
- 1963: La Calda Vita: Das heiße Leben (La calda vita)
- 1965: Die Stationen unserer Liebe (Le stagioni del nostro amore)
- 1968: In den Adern heißes Blut (Violenza al sole)
- 1972: Gewalt – die fünfte Macht im Staat (La violenza: quinto potere)
- 1973: Die Ermordung Matteottis (Il delitto Matteotti)
- 1974: Rosen und Kanonen (Amore amaro)
- 1979: Ein bürgerliches Drama (Un dramma borghese)

### Nur Drehbuch
- 1954: Die Frau vom Fluß (La donna del fiume); Regie: Mario Soldati
- 1971: Der Geliebte der großen Bärin (L'amante dell'Orsa Maggiore); Regie: Valentino Orsini

### Nur Regie
- 1967: Der lange Tag der Rache (I lunghi giorni della vendetta)
- 1972: Bronte. Cronaca di un massacro che i libri di storia non hanno mai raccontato
- 1986: Allein gegen die Mafia 2 (La piovra 2)